# Kamasamudra, Holenarsipur
Kamasamudra là một làng thuộc tehsil Holenarsipur, huyện Hassan, bang Karnataka, Ấn Độ.